# Tegninateo
Tegninateo (Tegniati) /Značenje imena nepoznato/, pleme Indijanaca porodice Siouan nekad (rano 17. st.) nastanjeno na rijeci Rappahannock na području današnjeg okruga Culpeper u Virginiji. Pripadali su plemenskom savezu Manahoac. 
Ime im se javlja u više sličnih varijanti: Tigninateos (Smith, 1629, u Va. 1819), Tegninateos (Tooker, 1901), Teganatics (Boudinot, 1816), Tegninaties (Jefferson, 1801), Tegoneas (Strachey 1612 u Va. 1849).

## Vanjske poveznice
- Manahoac Indian Tribe